# Palazzo Frammarino
Il Palazzo Frammarino sorge in via Luigi Settembrini a Napoli.

## Storia
Venne eretto nel XVII secolo dai duchi Frammarino e l'edificio conserva ancora le forme seicentesche: di notevole bellezza è il cortile a loggiato che, prima della conurbazione edilizia dell'area, dava su un ampio giardino.
Oggi il palazzo è un condominio privato, non accessibile al pubblico.